# Бангка (газоконденсатне родовище)
Бангка – індонезійське офшорне газоконденсатне родовище, виявлене у Макасарській протоці.
Бангка належить до нафтогазового басейну Кутей, виникнення якого передусім пов’язане із виносом осадкового матеріалу потужною річкою Махакам. Родовище виявили у 1999 році унаслідок спорудження розвідувальної свердловини Bangka-2, закладеної в районі з глибиною моря 972 метри. Вона досягла глибини 2972 метри та виявила газонасичений інтервал завтовшки 112 метра. Невдовзі розмір відкриття уточнили за допомогою оціночних свердловин Bangka-4 (глибина моря 986 метрів, глибина свердловини 3553 метри, газонафтонасичений інтервал завтовшки лише 12 метрів) та Bangka-5.
Вуглеводні на Бангка виявлені у пісковиках міоцену.  Запаси родовища визначили на рівні 28 млрд м3 газу. 
В межах проєкту розробки ввели в дію видобувні свердловини Bangka-6 та Bangka-7, роботи зі спорудження та освоєння яких здійснили судна Deepwater Asgard та ENSCO 8504 відповідно. Свердловини облаштували у підводному виконанні, а видачу продукції організували через трубопровід до розташованої південніше платформи родовища Сено-Захід. Видобуток з Бангка почався у 2016 році з рівня 2,7 млн м3 газу та 3,9 тисячі барелів конденсату на добу.
Родовище належить до ліцензійної ділянки Рапак, права на яку має консорціум нафтогазового гіганта Chevron (62%, оператор), італійської Eni (20%) та індонезійської Tip Top (18%).